# Дом купца И. Пименова
Дом купца И. Пименова — старинное здание в историческом районе Започаинье (Ильинская слобода) Нижнего Новгорода. Построено в 1820-е годы по проекту академика архитектора И. Е. Ефимова в стиле русского классицизма.
Одно из старейших каменных зданий древней Ильинской улицы и Нижнего Новгорода в целом. Не охраняется государством.

## История
Каменный дом на пересечении Ильинской и Сергиевской улиц существовал ещё в XVIII веке. После утверждения генерального плана Нижнего Новгорода 1824 года красные линии сместились и выходившие на проезжую часть улицы дом и флигель было предписано перестроить.
Новый проект двухэтажного каменного с подвалами дома купца Ивана Пименова выполнил архитектор И. Е. Ефимов. Главный фасад в семь окон получил обычные для эпохи рустовку первого этажа и меандровый греческий пояс по верху. Аскетичные декоративно-художественные элементы декора, присущие русскому классицизму, придали зданию некоторую импозантность.
В конце XIX века новая хозяйка домовладения П. И. Кузнецова перестроила дом: был надстроен третий этаж и крылья в два окна по сторонам, что исказило изначальное архитектурное решение, угадывающееся сегодня лишь в декоративно-художественном убранстве фасадов.